# Spartacus Legends
 (décembre 2018).
Si vous disposez d'ouvrages ou d'articles de référence ou si vous connaissez des sites web de qualité traitant du thème abordé ici, merci de compléter l'article en donnant les références utiles à sa vérifiabilité et en les liant à la section « Notes et références ».
Spartacus Legends est un jeu vidéo de combat développé par Kung Fu Factory et édité par Ubisoft en 2013 sur PlayStation 3 et Xbox 360. Il s'agit d'un Free to play disponible au téléchargement sur le Xbox Live Arcade et le PlayStation Store.
Le titre se base sur la série télévisée Spartacus diffusée par Starz.

## Système de jeu
Ce jeu propose des combats accessibles permettant de réaliser des combinaisons, un système de compétences permettant de développer son gladiateur ainsi qu'un mode multijoueur avec classement mondial à l'appui.